# السيد أركادين
السيد أركادين (بالإنجليزية: Mr. Arkadin)‏ هو فيلم جريمة جرى إنتاجه في فرنسا وإسبانيا وصدر في سنة 1955. الفيلم من إخراج أورسن ويلز وكتابة أورسن ويلز. من بطولة أورسن ويلز وروبرت أردن وباولا موري وأكيم تاميروف ومايكل ريدغريف.

## القصة
مغامر أمريكي يحقق في ماضي الملياردير الغامض أركادين ... واضعاً نفسه في خطر محدق.

## روابط خارجية
- السيد أركادين على موقع IMDb (الإنجليزية)
- السيد أركادين على موقع الموسوعة البريطانية (الإنجليزية)
- السيد أركادين على موقع روتن توميتوز (الإنجليزية)
- السيد أركادين على موقع ألو سيني (الفرنسية)
- السيد أركادين على موقع Turner Classic Movies (الإنجليزية)
- السيد أركادين على موقع أول موفي (الإنجليزية)
- السيد أركادين على موقع فيلمافينيتي (الإسبانية)
- السيد أركادين على موقع قاعدة بيانات الأفلام السويدية (السويدية)
- السيد أركادين على موقع قاعدة بيانات الفيلم (الإنجليزية)
- السيد أركادين على موقع ليتربوكسد (الإنجليزية)
- Criterion Collection essay by J. Hoberman